# Świętopełk II di Pomerania
Świętopełk II di Pomerania, anche citato come Zwantepolc II o Swantopolk II (1190/1200 – 11 gennaio 1266), è stato un nobile polacco, duca della Pomerelia-Danzica dal 1215 fino alla morte. Fu il primo membro dei Samboridi a definirsi dux dal 1227 in avanti.
Il nome è citato in maniera molto varia: Swantepolk, Swantipolk, Svatopluk, Swietopelk, Swatopolk, Sviatopolk, Światopełek, Świętopełk, Swiãtopôłk; nei sigilli è riportato Domin(us) Zwantepolc(us) D(ux) Danceke e Svantopelc Ducis Pomeranie.

## Biografia

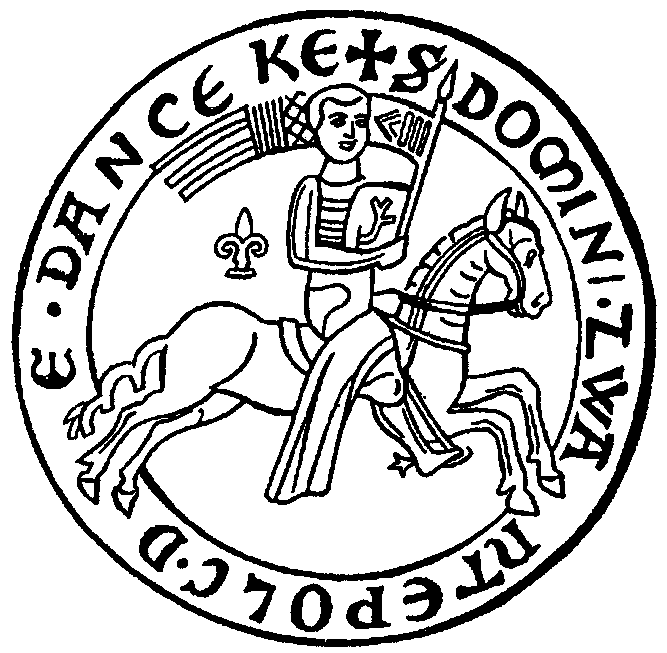
Sigillo di Zwantepolc de Danceke, 1228

Świętopełk era il figlio del duca di Pomerania Mestwin I e sua moglie Swinisława. Suo padre aveva dominato la Pomerania orientale (o Pomerelia) dal 1205 circa su nomina del gran duca polacco Ladislao III Laskonogi. Nel 1216 o 1217 suo figlio Świętopełk fu nominato amministratore della Pomerelia dal gran duca Leszek I il Bianco di Cracovia. Era responsabile del territorio di Danzica, la più grande delle quattro parti della Pomerelia. Nel 1218, Swietopelk approfittò di una rivolta di cavalieri locali contro il governo danese per occupare le Terre di Schlawe e Stolp. Dopo che suo fratello Warcislaw morì senza eredi, Świętopełk prese la sua Lubiszewo Tczewskie.
Alla morte del padre, i fratelli di Świętopełk, Sambor e Racibor, erano ancora giovani, quindi funse da loro tutore. Quando divennero maggiorenni, i fratelli ricevettero la loro parte di eredità: Sambor ricevette Lubiszewo Tczewskie e Racibor ricevette Białogard.
Świętopełk, che aveva sfruttato la frammentazione della dinastia dei Piast per ottenere l'indipendenza, promise a Ladislao Odonic il trono di Cracovia e della Slesia in cambio del suo sostegno nella cacciata di Leszek e Enrico il Barbuto della Bassa Slesia . Il 23 novembre 1227, in occasione di un'assemblea dei duchi Piast a Gąsawa, Leszek fu ucciso in un'imboscata guidata da Świętopełk II e forse Ladislao, mentre Enrico fu gravemente ferito.
Nel 1233-34, Świętopełk II, con suo fratello Sambor, entrò a far parte di un esercito crociato insieme a Hermann Balk, Corrado I di Masovia, Enrico il Barbuto e Ladislao Odonic. Proseguirono verso Kwidzyn (Marienwerder) e lo rifortificarono per l'Ordine Teutonico, un ordine militare cristiano che aveva intrapreso una crociata contro i prussiani pagani. Terminato questo compito, i crociati combatterono i prussiani pagani, i pomesani, nella battaglia del fiume Sorge. Lì sconfissero i pagani e furono in grado di prendere un maggiore controllo della Prussia meridionale.
Nel 1238 Świętopełk conquistò il ducato di Sławno, i cui territori collegavano la Pomerania a Danzica, Nakło e Bydgoszcz. Questo portò alla guerra con la Cuiavia. I fratelli, per i quali Świętopełk avrebbe dovuto governare per vent'anni, si rifiutarono di sostenere il loro signore dopo dodici anni e il conflitto si trasformò in una guerra civile. Sambor e Racibor furono cacciati dalle loro terre e cercarono prima rifugio e alleanza con i parenti Piast nella Grande Polonia, poi con i Cavalieri Teutonici. Vi furono anche tensioni economiche tra i Cavalieri e Świętopełk. Ciò portò a un'alleanza di quest'ultimo con i prussiani pagani. Świętopełk ebbe un ruolo chiave nella Prima Rivolta Prussiana, iniziata nel 1242.
L'alleanza tra i prussiani pagani e il cristiano Świętopełk contro un ordine religioso sostenuto dal papa era una cosa inaspettata. Świętopełk era stato in passato noto come sostenitore della Chiesa cattolica romana e delle cause cristiane. Alla fine, la rivolta non ebbe successo e un trattato di pace, mediato da un legato pontificio, fu firmato il 24 novembre 1248. Świętopełk dovette restituire le terre sequestrate dai suoi fratelli, consentire ai Cavalieri Teutonici di passare attraverso i suoi domini, smettere di far pagare pedaggi sulle navi sulla Vistola e fermare qualsiasi aiuto ai prussiani. Mantenne la parola e non aiutò i prussiani durante la loro Grande rivolta (1260-1274).
Dopo aver governato dal 1220 per 46 anni, Świętopełk morì nel 1266; i suoi figli Mestwin II e Wratislaw II ereditarono le sue terre.